# Карол Севиља
Карол Итзитери Пина Киснерос (шп. Karol Itzitery Piña Cisneros; 9. новембар 1999), мексичка је глумица и певачица. Карол је стекла међународну популарност као глумица у теленовели Soy Luna (Ја сам Луна).
У серији Ја сам Луна глуми главну улогу, девојку Луну Валенте из Мексика која својом упорношћу постиже све што пожели. Такође се прославила серијом La rosa de Guadalupe у којој игра неколико улога. Позната је и по томе што је као девојчица глумила у Телевисиним теленовелама.

## Филмографија
| Улоге Карол Севиље |                     |                      |                                                                     |                        |
| Година             | Српски назив        | Изворни назив        | Улога                                                               | Напомена               |
| 2008.              | Драга непријатељица | Querida enemiga      | Гина Лињан Мендиола                                                 |                        |
| 2009.              | Жене убице          | Mujeres asesinas     | Сесилија                                                            | Сесилија као девојчица |
| 2010—2011.         | Поново заволети     | Para volver a amar   | Монсе                                                               |                        |
| 2011—2012.         | Сродне душе         | Amorcito corazón     | Марија Луз 'Марилу' Лобо Балестерос                                 |                        |
| 2012—2013.         | Прелепа љубав       | Qué bonito amor      | Лусија                                                              |                        |
| 2012—2014.         |                     | Como dice el dicho   | Татис, Рената                                                       |                        |
| 2008—2016.         |                     | La rosa de Guadalupe | Ерика, Маги, Клара, Марилу, Плаома, Присила, Софија, Анђелика, Лили |                        |
| 2016—емитује се    | Ја сам Луна         | Soy Luna             | Луна Валенте                                                        |                        |